# Миргород (збирка приповетака)
Миргород (рус. Миргород) је збирка приповедака Николаја Гогоља, настала између 1832-1834 и први пут објављена 1835.  Гогољ га је значајно ревидирао и проширио за издање његових комплетних дела из 1842. године. Наслов Миргород је руски изговор имена украјинског града Миргорода и на оба језика значи „град мира“. То је и поставка за последњу причу у збирци  Прича о томе како се Иван Иванович посвађао са Иваном Никифоровичем. Наслов одражава приказ провинцијског украјинског живота у причама, слично Гогољевој успешној претходној збирци Вечери на фарми код Диканке . Да би учврстио ову везу између два дела, приложио је поднаслов: Приче које су наставак Вечери на салашу код Диканке.

## Приче
Збирка је циклус од четири приче, подељених у два тома:

### Први део
1. Старосветски земљопоседници (Старосветские помесики)
2. Тарас Буљба (Тарас Бульба)

### Други део
1. Виј (Вий)
2. Прича о томе како се Иван Иванович посвађао са Иваном Никифоровичем (Повесть о том, как поссорилса Иван Иванович с Иваном Никифоровичем)

## Позадина
Приче у Миргороду настајале су у различито време. Старосветски земљопоседници је настао 1832. године када је Гогољ поново посетио своје родно место у Сорочинцима након што је пет година живео у Санкт Петербургу, Виј је започео 1833, а Прича о томе како се Иван Иванович свађао са Иваном Никифоровичем претходно се појавио у алманаху Усељење (Новоселье) 1834. Збирка је завршена током Гогољевог несрећног мандата професора средњовековне историје на Универзитету у Санкт Петербургу 1834. године. Овај период је био веома продуктиван за Гогоља, јер је радио и на Ревизору и Мртвим душама. Занемарујући своје дужности професора, Гогољ је писао свом пријатељу Михаилу Максимовичу о свом писању, поверљиво: „Радим као коњ, али на својим стварима, а не на својим предавањима”.
Два епиграфа која Гогољ придаје Миргороду откривају његову намеру да приче представи као циклус : „Миргород је изузетно мали град близу реке Кхорол. Гогољ је приче замишљао као кружне попут миргородског прстенастог хлеба, и настојао је да у њима исцрпно прикаже панораму традиционалног украјинског провинцијског живота.
Прича о томе како се Иван Иванович посвађао са Иваном Никифоровичем наишла је на неодобравање цензора, што је навело Гогоља да напише предговор причи са танко прикривеним презиром према цензури. Предговор је, међутим, такође одбијен приликом штампања. Као резултат тога, Гогољ је био приморан да на брзину дода две сувишне странице Вију како би готови повези првог издања и даље стајали.

## Пријем савремене критике
Иако Миргород није био тренутни финансијски успех – на Гогољево ужасавање  – његова савремена критичка рецепција била је веома позитивна. Александар Пушкин је посебно издвојио Старосветске земљопоседнике као „комичну дирљиву идилу, која нас тера да се смејемо кроз сузе туге и нежности”. Утицајни руски критичар из 19. века Висарион Белински високо је похвалио збирку. У години његовог објављивања поздравио је Гогоља као новог „шефа руске књижевности“. Лав Толстој је као младић читао Вија и убрајао га у књижевна дела која су на њега оставила „огроман” утисак.
Романописац Владимир Набоков из 20. века био је далеко оштрији о Николају Гогољу својој студији дугој у књизи. Видећи Миргород као грубу претечу Гогољевих каснијих прича попут Шињела“ и називајући га „ малолетством лажног хумористе Гогоља“, Набоков је изјавио: „Када желим добру ноћну мору, замишљам Гогоља како пише на малоруском дијалекту, том за томом Диканке и Миргород, ствари о духовима који опседају обале Дњепра, бурлескним Јеврејима и полетним козацима.